# Jezioro Burgaskie
Jezioro Burgaskie – nizinne jezioro limanowe w południowo-wschodniej Bułgarii, w Obwodzie Burgas. Zajmuje powierzchnię 27,6 km² i jest największym naturalnym zbiornikiem w kraju.

## Warunki naturalne
Charakteryzuje się wyjątkowo niewielką głębokością: głębokość maksymalna wynosi 1 m, natomiast średnia głębokość to już tylko 0,7 m. U wschodniego brzegu leży miasto Burgas, czwarte pod względem liczby mieszkańców miasto w Bułgarii. Jezioro połączone jest z Morzem Czarnym kanałem ze śluzą. Większość wybrzeża zajmują trzcinowiska trzcin (Phragmites) i pałki (Typha); występuje także mannica (Puccinellia).

## Awifauna
Od 2005 roku BirdLife International uznaje Jezioro Burgaskie za ostoję ptaków IBA. Wskazuje 12 gatunków, które zaważyły na tej decyzji („trigger species”). Spośród nich jedynie bączek (Ixobrychus minutus) gnieździ się na jeziorze; pozostałe 13 zimuje na nim lub zatrzymuje się podczas przelotów. Dwa gatunki – sterniczka zwyczajna (Oxyura leucocephala) i bernikla rdzawoszyja (Branta ruficollis) – są zagrożone. Pelikan kędzierzawy (Pelecanus crispus) jest narażony na wyginięcie, a pozostałe 8 uznano za gatunki najmniejszej troski. Są to: gęś białoczelna (Anser albifrons), łabędź krzykliwy (Cygnus cygnus), głowienka zwyczajna (Aythya ferina), czernica (Aythya fuligula), pelikan różowy (Pelecanus onocrotalus), kormoran mały (Microcarbo pygmeus), kormoran zwyczajny (Phalacrocorax carbo) i mewa romańska (Larus michahellis).